# 가사마번
가사마 번(일본어: 笠間藩 가사마한[*])은 에도 시대 히타치국 이바라키군 가사마(笠間)에 존재(현 이바라키현 가사마시)한 번이다. 번청은 가사마성(笠間城).

## 역대 번주
마쓰이 마쓰다이라 가문
- 마쓰다이라 야스시게(松平康重) 재위 1601년 ~ 1608년

오가사와라 가문
- 오가사와라 요시쓰구(小笠原吉次) 재위 1608년 ~ 1609년

막부령 1609년 ~ 1612년
도다 마쓰다이라 가문
- 마쓰다이라 야스나가(松平康長) 재위 1612년 ~ 1616년

나가이 가문
- 나가이 나오카쓰(永井直勝) 재위 1617년 ~ 1622년

아사노 가문
1. 아사노 나가시게(浅野長重) 재위 1622년 ~ 1632년
2. 아사노 나가나오(浅野長直) 재위 1632년 ~ 1645년

이노우에 가문
1. 이노우에 마사토시(井上正利) 재위 1645년 ~ 1675년
2. 이노우에 마사토(井上正任) 재위 1669년 ~ 1692년

혼조 가문
1. 혼조 무네스케(本庄宗資) 재위 1692년 ~ 1699년
2. 혼조 스케토시(本庄資俊) 재위 1699년 ~ 1702년

이노우에 가문(재봉)
1. 이노우에 마사미네(井上正岑) 재위 1702년 ~ 1722년
2. 이노우에 마사유키(井上正之) 재위 1722년 ~ 1737년
3. 이노우에 마사쓰네(井上正経) 재위 1737년 ~ 1747년

마키노 가문
1. 마키노 사다미치(牧野貞通) 재위 1747년 ~ 1749년
2. 마키노 사다나가(牧野貞長) 재위 1749년 ~ 1796년
3. 마키노 사다하루(牧野貞喜) 재위 1792년 ~ 1817년
4. 마키노 사다모토(牧野貞幹) 재위 1817년 ~ 1828년
5. 마키노 사다카쓰(牧野貞一) 재위 1828년 ~ 1840년
6. 마키노 사다노리(牧野貞勝) 재위 1840년 ~ 1841년
7. 마키노 사다히사(牧野貞久) 재위 1841년 ~ 1850년
8. 마키노 사다나오(牧野貞直) 재위 1851년 ~ 1868년
9. 마키노 사다야스(牧野貞寧) 재위 1868년 ~ 1871년